# Tower Bawher
Tower Bawher (alt. titel CCCP) är en animerad kortfilm av Theodore Ushev med abstrakta former inspirerad av rysk konstruktivism till musik av Georgij Sviridov, Tid, framåt!. Speltid 3 min 46 sekunder, producerad i Kanada 2006.